# Microthoracius
Microthoracius ist eine Gattung der Echten Tierläuse und die einzige Gattung in der Familie Microthoraciidae. Sie parasitieren bei Kamelen, eine Art bei Dromedaren, die anderen bei Neuweltkamelen.

## Merkmale
Der Kopf ist mindestens dreimal länger als breit und weist hinter den fünfgliedrigen Antennen eine Einschnürung auf. Das erste Antennenglied ist doppelt so dick wie die übrigen. Die Augen sind deutlich, sie besitzen eine Linse direkt hinter der Antennenbasis. Der Kopf ist in den Thorax eingesunken. Letzterer ist sehr kurz und besteht scheinbar nur aus zwei Segmenten. Alle drei Beinpaare tragen lange, spitze Krallen. Das Abdomen ist oval, Pleuren fehlen. Die Hinterleibssegmente tragen rückenseitig drei Querreihen von Borsten.
Charakteristika zur Identifizierung sind:
- Kopf rückenseitig am Thorax ansetzend
- keine Paratergiten
- Abdomen dicht mit feinen Borsten besetzt
- bei Kamelen

## Arten
Zu Gattung gehören folgende Arten:
- Microthoracius cameli, Wirt Dromedar
- Microthoracius mazzai, Wirt Lama
- Microthoracius minor, Wirte Alpaka, Lama, Vikunja
- Microthoracius praelongiceps, Wirte Guanako, Lama, Vikunja